# 梶山軍団
梶山軍団(かじやまぐんだん)は、日本の執筆者集団。

## 概要
1959年（昭和34年）『週刊文春』を創刊するにあたって、文芸春秋社が創刊スタッフとして取材執筆依頼をした作家梶山季之が率いたトップ屋集団。後に、梶山執筆の「小説トップ屋戦士」という作品の中で、当時のことを物語っている。
梶山は、1958年頃より『文藝春秋』や『週刊新潮』でフリーライターとして執筆活動をしていた。その仕事ぶりが認められ、1959年『週刊文春』創刊に際し、スクープ記事製作のために、梶山をはじめ彼のスタッフと嘱託契約を結び業務を委託した。この文藝春秋社からの業務委託を受けるに当たって、梶山は彼のスタッフと共にトップ屋グループ「梶山軍団」を作り、以後『週刊文春』で数々のスクープ記事を掲載しその名を轟かせた。梶山軍団のメンバーは、岩川隆、中田建夫、有馬將祠、加藤憲作、恩田貢の5人で、以後2年間「週刊文春特派員」として特集記事作りに参加した。